# Cantine Pellegrino
Carlo Pellegrino & C. Spa è un'azienda vinicola siciliana con sede a Marsala, fondata nel 1880 da Paolo Pellegrino e specializzata nella produzione di vini bianchi e rossi, vini di Pantelleria e vini Marsala.

## Storia

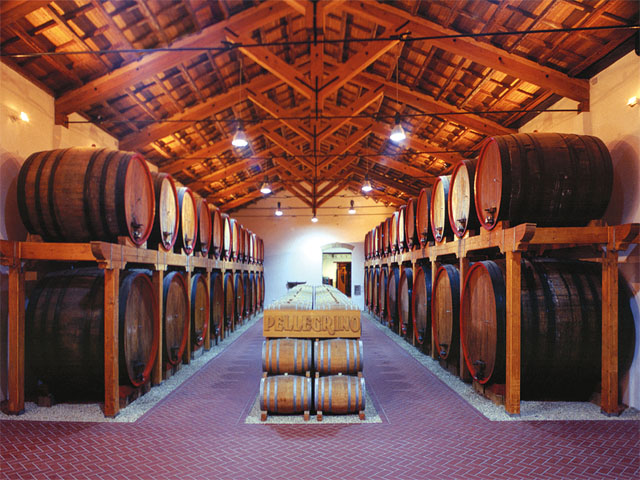
Le cantine storiche Carlo Pellegrino & C. Spa a Marsala

La storia delle Cantine Pellegrino ha inizio nel 1880, esattamente 20 anni dopo lo sbarco di Giuseppe Garibaldi a Marsala: il notaio e viticoltore Paolo Pellegrino, con l'aiuto del figlio Carlo, fondò la casa dotandola del suo primo stabilimento. Nel giro di pochi anni, da azienda a conduzione familiare, Cantine Pellegrino diventò una delle più importanti industrie enologiche di Marsala.
Con la scomparsa di Paolo Pellegrino, le redini dell'azienda passarono al figlio Carlo e alla moglie Josephine Despagne, gentildonna francese, figlia dell'enotecnico Oscar Pierre Despagne, originario del Sauternais. Il figlio di Carlo e Josephine, Paolo Pellegrino, assunse successivamente la direzione tecnico-amministrativa dell'azienda insieme al cognato Vincenzo Alagna. Il Cavaliere del Lavoro Benedetto Tumbarello, marito di Agata Pellegrino, è stato presidente dell'azienda fino al 1996, mentre Michele Sala (marito di una delle figlie Tumbarello, Doretta) è stato amministratore delegato fino al 2008. Da quella data, i ruoli di presidente e amministratore delegato sono coperti rispettivamente da Pietro Alagna e Benedetto Renda (marito di un'altra figlia Tumbarello, Caterina).

## Poli produttivi
Cantine storiche

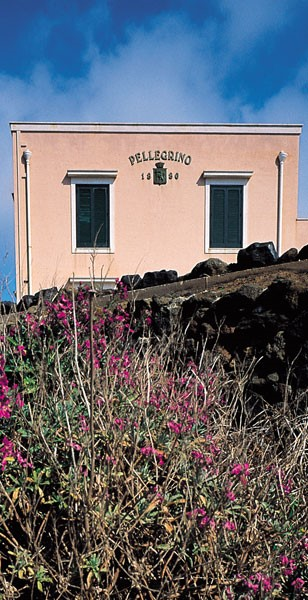
La cantina di Pantelleria di Carlo Pellegrino & C. Spa

Le Cantine Storiche della Carlo Pellegrino & C. Spa nascono al centro della città di Marsala, su una superficie di oltre 30.000 m² con una capacità di circa 200.000 ettolitri, di cui oltre 40.000 hl in rovere. La moderna linea di imbottigliamento, ampliata nel 2007, ha una capacità produttiva media di 11.000 pezzi/ora.
La Carlo Pellegrino & C. Spa ha realizzato il recupero di due vecchi silos costruiti negli anni cinquanta e in uso fino al 1990, trasformandoli in un moderno edificio di quattro piani per la degustazione dei vini.
All'interno delle Cantine è oggi possibile consultare l'Archivio Ingham-Whitaker, racchiuso all'interno di 110 volumi contenenti la corrispondenza commerciale che consente di ricostruire le rotte e le storie degli scambi commerciali tra la Sicilia e il resto del modo occidentale del XIX secolo.
Le Cantine ospitano una preziosa collezione di carretti siciliani della zona di Bagheria e Alcamo in buono stato di conservazione. Al loro interno è inoltre possibile osservare il calco della nave punica di Mothia: l'azienda ha infatti patrocinato l'organizzazione del recupero della nave, curando il trattamento chimico per la conservazione della stessa, custodita dal 1978 nel Museo archeologico Baglio Anselmi di Marsala.
Cantina di C/da Cardilla

La Cantina di Cardilla, inaugurata con la vendemmia del 2004, è situata nelle periferie di Marsala. Nel 2006 è stata raddoppiata la dimensione della struttura, che ad oggi vanta una capacità di circa dodicimila ettolitri. Nel 2010 è iniziata l'opera di ristrutturazione della bariccaia: l'idea alla base dei lavori è stata quella di riuscire a coniugare in un unico progetto lo stile moderno di tecnologie innovative con l'intento di recupero dell'aspetto culturale del vino. Questo concetto si è tradotto in scelte architettoniche precise, come ad esempio, la struttura ad anfiteatro. La sala ospita 17 botti di rovere francese cru d'Allier da 20 ettolitri ciascuna e 120 barriques da 225 litri cadauna e si estende su una superficie di 670 m² circa.
Cantina di Pantelleria

La cantina di Pantelleria, realizzata nel 1992, è una struttura di vinificazione con 32 cisterne in acciaio inox, per una capacità di 10.760 hl. Al suo interno si producono i moscati e i passiti di Pantelleria DOC.

## Sponsorizzazioni
Nel 2017 le Cantine Pellegrino hanno finanziato a Marsala il restauro della Nave Punica.